# Billy Bodin
Pour les articles homonymes, voir Bodin.
Billy Paul Bodin, né le 24 mars 1992 à Swindon, est un footballeur international gallois évoluant au poste d'attaquant. Il est le fils de Paul Bodin.

## Biographie

### En club
Le 2 octobre 2010, il fait ses débuts en faveur du club de Swindon Town, lors d'un match de League One contre Dagenham and Redbridge.
Le 3 janvier 2018, il rejoint le club de Preston North End.

### En équipe nationale
Il joue de nombreux matchs rentrant dans le cadre des éliminatoires de l'Euro espoirs.
Le 26 mars 2018, il fait ses débuts internationaux pour le Pays de Galles, lors de la finale de la China Cup contre l'Uruguay (victoire 1-0 à Nanning).

## Palmarès
- Champion d'Angleterre de League Two (quatrième division) en 2012 avec Swindon.